# Graaf van Huntingdon
Graaf van Huntingdon (Engels: Earl of Huntingdon) is een Engelse adellijke titel.
Het slot Huntingdon, gelegen dicht bij de stad Huntingdon, Cambridgeshire werd voornamelijk bewoond door de familie Hastings, ook het onderkomen Hodgott house te West Isley in Berkshire was  een verblijfplaats van de graven van Huntingdon. 
Waltheof van Northumbria werd in 1065 tot graaf benoemd van Huntingdonshire, jaren later maakte hij zijn oudste dochter Maud tot gravin van Huntingdon wat de eerste creatie betekende voor de titel van Huntingdon. Maud huwde eerst met Simon de Senlis en na diens overlijden met David van Schotland. Bij beide mannen werd mannelijk nageslacht geboren, waardoor de Senlis-familie en de koningen van Schotland beiden over Huntingdon heersten tot in 1237.

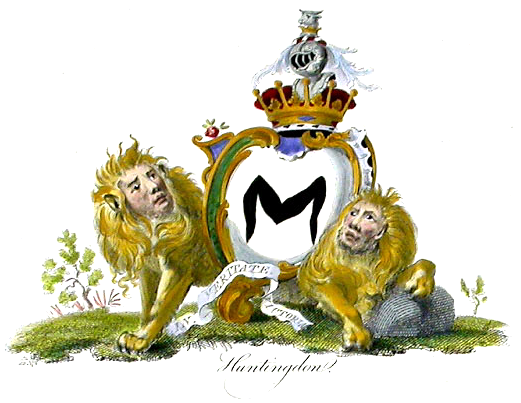
Wapen van Huntingdon

## Lijst van graven van Huntingdon

### Eerste creatie (1065)
- Waltheof II van Northumbria
- Maud van Northumbria
  - m. Simon I de Senlis
  - m. David I van Schotland
- Hendrik van Schotland
- Simon II de Senlis
- Malcolm IV van Schotland
- Willem I van Schotland
- Simon III de Senlis
- David van Schotland
- Jan van Schotland

### Tweede creatie
- Willem de Clinton, 1e graaf van Huntingdon

### Derde creatie
- Guichard d'Angle, graaf van Huntingdon (overl. 1380)

### Vierde creatie
- Jan Holland, 1e hertog van Exeter, (1350-1400) (vergeven 1400)
- Jan Holland, 2e hertog van Exeter (1395-1447) (gerestoreerd 1439)
- Hendrik Holland, 3e hertog van Exeter, (1430-1475) (vergeven 1461)

### Vijfde creatie
- zie - Markies van Dorset, derde creatie

### Zesde creatie
- Willem Herbert, 1e graaf van Huntingdon (1451–1491)

### Zevende creatie en Hastings familie
- Willem Hastings, 1e baron Hastings (c. 1430-1483
- Edward Hastings, 2e baron Hastings (c. 1464-1506)
- George Hastings, 3e baron Hastings (1488-1544) (creatie graaf van Huntingdon in 1529)
- George Hastings, 1e graaf van Huntingdon (1488-1544)
- Francis Hastings, 2e graaf van Huntingdon (1514-1560)
- Hendrik Hastings, 3e graaf van Huntingdon (1536-1595)
- George Hastings, 4e graaf van Huntingdon (1540-1604)
- Hendrik Hastings, 5e graaf van Huntingdon (1586-1643)
- Ferdinando Hastings, 6e graaf van Huntingdon (1609-1656)
- Theophilus Hastings, 7e graaf van Huntingdon (1650-1701)
- George Hastings, 8e graaf van Huntingdon (1677-1705)
- Theophilus Hastings, 9e graaf van Huntingdon (1696-1746)
- Francis Hastings, 10e graaf van Huntingdon (1729-1789)
- Theophilus Hendrik Hastings, de jurist, 11e graaf van Huntingdon (1728-1804)
- Hans Francis Hastings, 12e graaf van Huntingdon (1779-1828)
- Francis Theophilus Hendrik Hastings, 13e graaf van Huntingdon (1808-1875)
- Francis Power Plantagenet Hastings, 14e graaf van Huntingdon (1841-1885)
- Warner Francis Jan Plantagenet Hastings, 15e graaf van Huntingdon (1868-1939)
- Francis Jan Clarence Westenra Plantagenet Hastings, 16e graaf van Huntingdon (1901-1990)
- Willem Edward Robin Hood Hastings-Bass, 17e graaf van Huntingdon (geb. 1948)